# Barry Manilow
Barry Manilow, rodným jménem Barry Alan Pincus (* 17. června 1943 Brooklyn, USA) je americký zpěvák a skladatel. Patří mezi nejznámější a nejprodávanější zpěváky a skladatele v oblasti americké pop music od první poloviny 70. let 20. století. Celkově prodal kolem 80 milionů hudebních nosičů. Je držitelem stovek zlatých a desítek platinových desek. Mezi jeho nejznámější hity patří písně jako „Mandy“ (v Česku pod názvem „Jsou svátky“ – Karel Gott), „Copacabana“ nebo „Could it be magic“.

## Kariéra
Studoval na newyorské konzervatoři a v 18 letech začal psát arranžmá na objednávku. Zkomponoval muzikál The Drukard, v roce 1976 řídil hudbu pro televizní seriál Callback, psal hudební reklamy a jako pianista se uplatnil v koncertním duu Jeanne & Barry. Po seznámení s Bette Midlerovou se stal jejím pianistou, dirigentem a aranžérem. Produkoval její první LP The Divive Miss M, které získalo cenu Grammy. V roce 1974 se osamostatnil a představil se jako zpěvák.
Již jeho první hit „Mandy“ se okamžitě stal číslem jedna v amerických Billboard 200 a odstartoval v roce 1974 jeho dráhu zpěváka. V dalších letech se na prvních příčkách amerických hitparád ocitly i další jeho skladby, např. „Tryin’ to Get the Feeling“, „This One’s for You“, „Even Now“ a „One Voice“.
„Barry Manilow je můj legitimní nástupce,“ prohlásil Frank Sinatra v roce 1985. Mezi Manilowovy obdivovatele a přátele patřili např. Michael Jackson nebo Sammy Davis jr. a mezi jeho přátele patří nejen velikáni americké hudby, ale i politici jako Hillary Clinton nebo Barack Obama.[zdroj?]
Je držitelem hudebních cen Grammy za píseň „I Write The Songs“ (1977, autorem je Bruce Johnston z Beach Boys) a za píseň „Copacabana“ (1979), American Music Awards (1978, 1979, 1980) nebo Emmy (2006). Největší úspěchy slavil v Las Vegas, kde dosud pravidelně vystupuje se svojí show v hotelu Las Vegas Hilton.

## Soukromý život
Barry Manilow se angažuje přes třicet let v různých projektech, věnoval značnou část soukromých prostředků obětem hurikánu, angažuje se v boji proti AIDS, je členem charitativních organizací po celém světě. Svoje soukromí si velmi střeží, dle jeho vlastních slov proto, „protože jsem 98 % svého času veřejnou osobou a ta zbývající dvě procenta si nechám pro sebe.“[zdroj?]
V roce 2014 uzavřel v Palm Springs registrované partnerství se svým dlouholetým přítelem a manažerem Garrym Kiefem, čímž byly ukončeny letité mediální spekulace o jeho sexuální orientaci.

## Studiová alba
- 1973: Barry Manilow
- 1974: Barry Manilow II
- 1975: Tryin' to Get the Feeling
- 1976: This One's for You
- 1978: Even Now
- 1979: One Voice
- 1980: Barry
- 1981: If I Should Love Again
- 1982: Here Comes the Night
- 1984: If I Should Love Again
- 1985: Manilow
- 1987: Swing Street
- 1989: Barry Manilow
- 1990: Because It's Christmas
- 1991: Showstoppers
- 1994: Singin' with the Big Bands
- 1996: Summer of '78
- 1998: Manilow Sings Sinatra
- 2001: Here at the Mayflower
- 2002: A Christmas Gift of Love
- 2004: Scores
- 2006: The Greatest Songs of the Fifties
- 2006: The Greatest Songs of the Sixties
- 2007: The Greatest Songs of the Seventies
- 2007: In the Swing of Christmas
- 2008: The Greatest Songs of the Eighties
- 2010: The Greatest Love Songs of All Time
- 2011: 15 Minutes
- 2014: Night Songs
- 2014: My Dream Duets
- 2017: This Is My Town: Songs of New York
- 2020: Night Songs II